# Multidifusió IP

Multidifusió: transmissió d'un a diversos.

La multidifusió IP és un mètode per enviar datagrames de protocol d'Internet (IP) a un grup de receptors interessats en una única transmissió. És la forma de multidifusió específica d'IP i s'utilitza per transmetre contingut multimèdia i altres aplicacions de xarxa. Utilitza blocs d'adreces de multidifusió especialment reservats en IPv4 i IPv6.
Els protocols associats amb la multidifusió IP inclouen el protocol de gestió de grups d'Internet, la multidifusió independent del protocol i el registre de VLAN de multidifusió. Snooping IGMP s'utilitza per gestionar el trànsit multicast IP a xarxes de capa 2.
La multidifusió IP es descriu a {{RFC|1112}}. La multidifusió IP es va estandarditzar per primera vegada el 1986. S'han augmentat les seves especificacions RFC 4604 per incloure la gestió del grup i a RFC 5771 per incloure adreces d'àmbit administratiu.
A la xarxa local, el lliurament multicast està controlat per IGMP (a la xarxa IPv4) i MLD (a la xarxa IPv6); dins d'un domini d'encaminament s'utilitzen PIM o MOSPF; entre dominis d'encaminament, s'utilitza protocols d'encaminament multidifusió entre dominis, com ara MBGP.
Els següents són alguns dels protocols d'enrutament i lliurament habituals utilitzats per a la distribució multicast:
- Protocol de gestió de grups d'Internet (IGMP).
- Multicast independent del protocol (PIM).
- Protocol d'encaminament multidifusió vectorial a distància (DVMRP).
- Multicast Obre el camí més curt primer (MOSPF).
- Multicast BGP (MBGP).
- Protocol de descoberta de fonts multicast (MSDP).
- Multicast Listener Discovery (MLD).
- Protocol de registre de multidifusió GARP (GMRP).